# Tibga
Cet article concerne le village chef-lieu. Pour le département et la commune rurale, voir Tibga (département).
Tibga est un village du département et la commune rurale de Tibga, dont il est le chef-lieu, situé dans la province du Gourma et la région de l’Est au Burkina Faso.

## Géographie

### Situation et environnement
Tibga est situé à 40 km à l’ouest de Fada N’Gourma, le chef-lieu de la province et de la région, et à 50 km à l’est de Koupéla.

### Démographie
- En 2006, le village comptait 5 078 habitants recensés[1].

## Économie
Un marché, le plus important sur un rayon de 50 km de la région, se tient tous les trois jours.   

## Transports
Le village est à 6 km au nord de la route nationale 4.

## Santé et éducation
Tibga accueille un centre de santé et de promotion sociale (CSPS).
La ville possède une école primaire de six classes avec un effectif d'environ 360 élèves, dont la moitié se vivent à une distance supérieure à 5 km[réf. nécessaire].